# Il nuovo Colosso

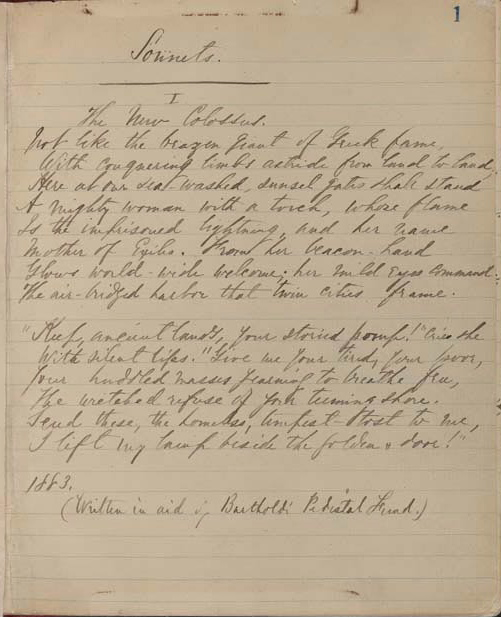
Manoscritto autografo.

Il nuovo Colosso, nell'originale The New Colossus, è un sonetto scritto nel 1883 dalla poetessa statunitense Emma Lazarus (1849-1887), una delle sue opere più celebri. Nel 1903 i versi del sonetto vennero incisi in una lapide di bronzo posta sul piedistallo della Statua della Libertà.

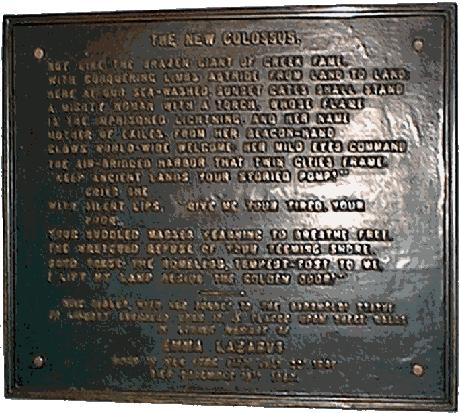
Placca bronzea sul piedistallo della Statua della Libertà.

## Storia della poesia
Questo sonetto è stato scritto come una donazione a un'asta di opere d'arte e letterarie indetta dall'"Art Loan Fund Exhibition in Aid of the Bartholdi Pedestal Fund for the Statue of Liberty" per raccogliere fondi per la costruzione del piedistallo.  Il contributo di Lazarus venne sollecitato da William Maxwell Evarts, presidente dell'American Committee per la Statua della Libertà. Inizialmente la Lazarus rifiutò, ma poi venne convinta da Constance Cary Harrison che la statua avrebbe avuto un grande significato per gli immigrati che sarebbero sbarcati al porto.
The New Colossus fu l'unica voce letta in apertura della mostra, ma poi venne dimenticato e non svolse nessun ruolo all'inaugurazione della statua nel 1886. Nel 1901 Georgina Schuyler, amica di Lazarus, mise in moto un tentativo riuscito di commemorare la Lazarus e questa sua poesia, e nel 1903 una placca di bronzo recante il testo del componimento venne montata all'interno del piedistallo della Statua della Libertà.

## Influenza nella cultura di massa
Il sonetto è stato citato nel libro di John F. Kennedy A Nation of Immigrants (1958) e nel discorso del 2010 di Barack Obama a favore di una riforma delle politiche di immigrazione.
Il musical di Broadway Miss Liberty, con musiche e testi di Irving Berlin, immigrato egli stesso, utilizza l'ultima stanza che incomincia con "Give me your tired, your poor" (Datemi i vostri stanchi, i vostri poveri) come base di una canzone. Joan Baez usò la seconda metà del componimento nel testo di The Ballad of Sacco and Vanzetti Part 1 che fa parte della colonna sonora di Ennio Morricone per il film italiano Sacco e Vanzetti (1971), basato sugli eventi veri del processo e della ingiusta esecuzione degli anarchici italiani emigrati negli Stati Uniti Nicola Sacco e Bartolomeo Vanzetti.
È stata inoltre letta nel film del 1941 La porta d'oro (Hold Back the Daw) e recitata dall'eroina del film Sabotatori (Saboteur) di Alfred Hitchcock.
Nel finale del videogioco Wolfenstein: The New Order (2014) il protagonista William "BJ" Blazkowicz, a terra e gravemente ferito dopo aver sconfitto il generale Deathshead e il suo robot, paragona la sua amante Anya Oliwa, che tiene una lanterna elettrica, alla Statua della Libertà, ricordando i famosi versi de Il nuovo Colosso, prima di confermare l'ordine di distruggere la fortezza; il sequel del gioco si chiama inoltre Wolfenstein II: The New Colossus.
Nel romanzo "Il Leviatano" dello scrittore americano Paul Auster "Il nuovo colosso" è il titolo del primo ed unico romanzo scritto da Benjamin Sachs.
Il sonetto è riportato nel libro di Paramhansa Yogananda, T. Scott Tully, S. M. Ellero, E. Ornaghi, "Autobiografia di uno Yogi"(1946) un best-seller e uno dei più famosi classici spirituali del mondo.
"Dalla sua mano-faro,
arde un benvenuto universale;
i suoi occhi miti dominano il porto
unito da ponti d’aria che incornicia città gemelle.
«Tenetevi, antiche terre, la vostra pompa celebrata nella Storia!»
ella grida con labbra silenti.
«Date a me le vostre stanche, povere masse oppresse e soffocate,
che bramano di respirare libere,"
I miserabili rifiuti delle vostre sponde brulicanti.
Mandate costoro, i senza-patria,
sbattuti dai marosi a me.
Io qui levo la mia fiaccola
accanto alla porta d'oro".